# Dietmar Momm
Egidius Dietmar Momm (* 16. Juni 1946 in Vicht; † 13. Dezember 2008 in Aachen) war ein deutscher Bildhauer und „Mixed Media Künstler“. Er war tätig in Aachen.

## Leben
Von 1961 bis 1964 wurde er bei der Werkkunst Peters in Stolberg (Rheinland) zum Schmied ausgebildet.
Ab 1969 studierte Momm an der FH Aachen Produktdesign (Diplom) bei Fritz Ulrich, Hennig Seemann und Hildegard Reiz.
Nach zweijähriger Tätigkeit am Theater Aachen, nahm er ein Studium der Kunstgeschichte, Baugeschichte und Denkmalpflege an der RWTH Aachen auf. Dort studierte er bei Hans Holländer, Peter Gerlach und Ingeborg Schild.
Ab 1979 studierte Momm an der Jan van Eyck Academie (Maastricht) Bildhauerei und Mixed-Media bei A. A. J. Troost, Lo van der Linden und Rudi van de Wint.
Momm war 1979 Mitbegründer der Freien Sommerakademie Aachen sowie 1985 des Neuen Aachener Kunstvereins.
Momm wurde seit den frühen 70er Jahren durch seine Stahlskulpturen des Minimalismus, Videokunst und Radierungen (z. B. La Meer, Fronleichnam) überregional bekannt. 
Gestorben ist Dietmar Momm am 13. Dezember 2008 an einem Leberversagen. Seine letzte Ruhestätte fand er auf dem Waldfriedhof seines Heimatdorfes Vicht.
Dietmar Momm war Vater eines Sohnes: Milo Pablo Momm (* 29. August 1977).

## Ausstellungen (Auswahl)
- Suermondt-Ludwig-Museum, Aachen
- Die Galerie, Aachen
- Grenzüberschreitungen, Aachen
- Ludwig Forum für Internationale Kunst, Aachen
- Neuer Aachener Kunstverein, Aachen
- Burghaus Stolberg, Stolberg
- Kunst und Breinig, Stolberg
- Musee des Beaux Arts, Verviers (B)
- Belgischer Rundfunk, Eupen (B)
- Kunstpalast Ehrenhof, Düsseldorf
- Kunstverein Düsseldorf
- Künstlerhaus-Galerie, Karlsruhe
- Hahnentorburg, Köln
- Documenta  7, Kassel  Kunst - Automat
- Haus der Kunst, München
- Bonnefantenmuseum, Maastricht (NL)
- Museum De Byerd, Breda (NL)
- Eine andere Sammlung II. Von Peter Lacroix u. Trude. Suermondt-Ludwig-Museum, Aachen